# Schlacht von Rusokastro
Die Schlacht von Rusokastro (auch Schlacht von Rusokastron, bulgarisch Битка при Русокастро) war eine Auseinandersetzung am 18. Juli 1332 bei dem Dorf Rusokastro in der Nähe von Burgas in Südostbulgarien zwischen dem byzantinischen Reich und dem bulgarischen Reich. Die Schlacht endete mit einem klaren bulgarischen Sieg. Sie war die letzte größere Schlacht zwischen dem bulgarischen und dem byzantinischen Reich.
Die Schlacht wird jedes Jahr am 18. Juni von Freiwilligen nachgestellt.

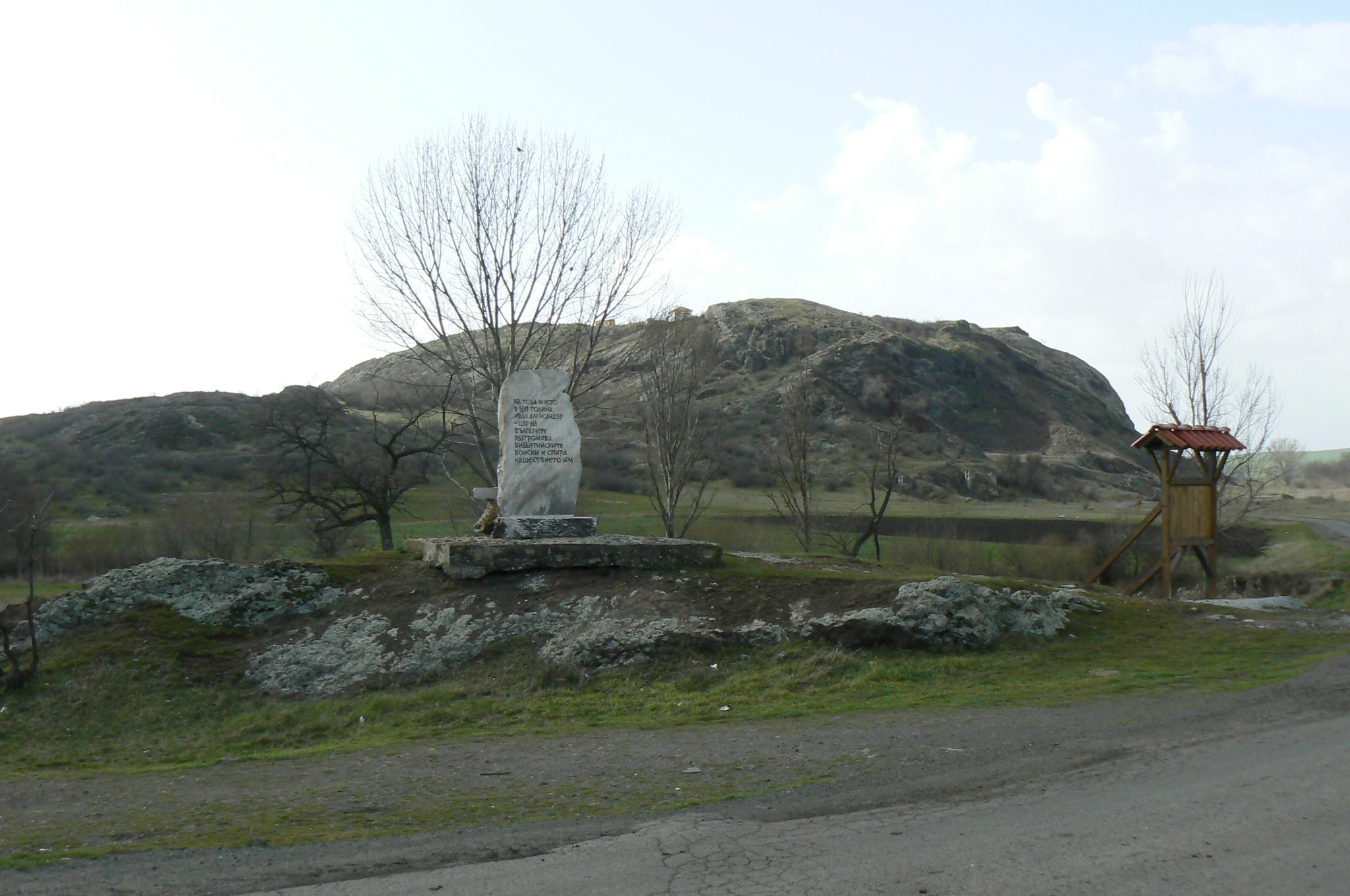
Gedenkstein für die Schlacht von Rusokastro